# Wieża spadochronowa we Lwowie

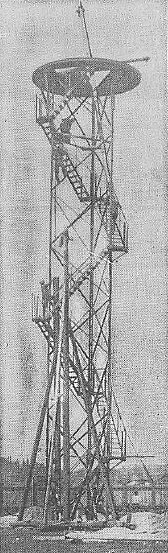
Wieża w 1937

Wieża spadochronowa we Lwowie – wieża spadochronowa z 1937 roku we Lwowie, rozebrana w latach 60. XX wieku.

## Historia
Wieża spadochronowa we Lwowie została zainstalowana jesienią 1937 obok boiska Czarnych Lwów przy szosie stryjskiej staraniem Okręgu Lwowskiego Ligi Obrony Powietrznej i Przeciwgazowej. Prace instalacyjne wykonały warsztaty „Wspólnota” z Chorzowa, które zajmowały się tym dla wszystkich okręgów LOPP.
Przeznaczona do nauki skoków ze spadochronem konstrukcja była wykonana z żelaza. W zamierzeniu LOPP planowało podjąć naukę skoków ze spadochronem z młodzieżą, a ponadto dopuszczano możliwość szkolenia osób starszych. Kursy miały być prowadzone od wiosny 1938. Natomiast początkowo, tj. pod koniec 1937 na wieży mieli działać instuktorzy LOPP.
Wiosną 1939 nauki skoków ze spadochronem we Lwowie cieszyła się szczególnym zainteresowaniem. W tym czasie w szkoleniu I stopnia uczestniczyło ponad 100 osób. Skoki z wieży spadochronowej odbywały się niemal codziennie w godzinach popołudniowych i wieczornych.  Jeszcze większe wzięcie miał kurs II stopnia, podczas którego wykonywano skoki z samolotu. Do kursu II stopnia były wymagane badania w Przychodni Lotniczej we Lwowie.
Wobec zainteresowania wiosennym kursem spadochronowym we Lwowie, Okręg Wojewódzki LOPP zorganizował drugi w roku kurs, którego początek zaplanowano na 16 sierpnia 1939 dla uczestników po ukończeniu 16 roku życia.
Wieża została rozebrana w latach 60. XX wieku podczas przebudowy parku.